# 35334 Ярковський
35334 Ярковський (35334 Yarkovsky) — астероїд головного поясу, відкритий 31 березня 1997 року.
Тіссеранів параметр щодо Юпітера — 3,242.